# L'amore più grande del mondo
L'amore più grande del mondo (Come Next Spring) è un film del 1956 diretto da R.G. Springsteen.
È un film drammatico statunitense con Ann Sheridan, Steve Cochran e Walter Brennan.

## Trama
Matt Ballot aveva abbandonato la moglie Bess e la figlia Annie, muta in seguito ad un trauma per un incidente provocato tempo prima dal padre sotto l'effetto dell'alcol. Nella primavera del 1927, dopo nove anni, durante i quali egli si è gradualmente liberato dalla propensione all'abuso di bevande alcoliche, Matt fa brevemente ritorno dalla famiglia in Arkansas, mosso prevalentemente dalla curiosità e deciso a rimanere solo un giorno.
Per prima cosa scopre di avere anche un altro figlio, Abraham, nato dopo la sua partenza, ed in seguito viene ingaggiato da Bess come aiutante nella fattoria che gestisce. Ciò gli permette di passare più tempo del previsto con i figli e di (ri)acquistarne la stima e l'affetto. Nello stesso tempo rinasce il suo amore per la moglie, che, per quanto non indifferente, rimane inizialmente dubbiosa se riallacciare i rapporti con Matt.
Anche buona parte dei suoi compaesani mostra un atteggiamento distaccato, quando non apertamente ostile, nei confronti di Matt. Egli saprà riguadagnarne la stima grazie al suo atteggiamento conciliante, all'aiuto che sa dare alla popolazione durante un ciclone che investe la zona, e, non ultimo, allo scazzottamento con Leroy, il bullo del paese.
Un giorno sua figlia Annie risulta dispersa: indizi fanno credere che si sia recata nella pericolosa zona di un vicino monte, dove tempo addietro alcune compagnie minerarie, dopo aver praticato scavi anche profondi, avevano lasciato la località senza metterli in sicurezza. Matt, con l'aiuto della popolazione locale, con la quale è di nuovo in buoni rapporti, riesce a salvare Annie traendola fuori da una voragine in cui rischiava di precipitare. Bess si riappacifica definitivamente con il marito, mentre Annie, in seguito al nuovo shock, riacquista la voce.

## Produzione
Il film, diretto da R.G. Springsteen su una sceneggiatura di Montgomery Pittman, fu prodotto da Cochran e da Harrison "Red" Reader per la Republic Pictures e girato a Ione, California, da inizio giugno all'inizio di luglio 1955.

## Colonna sonora
- Come Next Spring - musica di Max Steiner, parole di Lenny Adelson, cantata da Bob London, arrangiamento di Ned Freeman
- Arkansas Traveler - tradizionale
- Little Brown Jug - tradizionale
- Come Next Spring - musica di Max Steiner, parole di Lenny Adelson, cantata da Tony Bennett, arrangiamento di Percy Faith)

## Distribuzione
Il film fu distribuito con il titolo Come Next Spring negli Stati Uniti dal 9 marzo 1956 (première a Little Rock il 1º febbraio 1956) al cinema dalla Republic Pictures.
Altre distribuzioni:
- in Danimarca il 16 novembre 1956 (Min mand er en fremmed)
- in Svezia il 23 marzo 1957 (Min man är en främling)
- in Portogallo il 21 giugno 1957 (O Maior Amante do Mundo)
- in Finlandia il 18 aprile 1958 (Tuhlattuja vuosia)
- in Germania Ovest il 30 luglio 1967 (Er kam als ein Fremder, in TV)
- in Francia (Celui qu'on n'attendait plus)
- in Austria (Er kam als Fremder)
- in Grecia (I epistrofi tou asotou)
- in Italia (L'amore più grande del mondo)
- in Brasile (Quando a Primavera Voltar)

## Critica
Secondo Leonard Maltin il film è un "incantevole ritratto della vita nell'Arkansas degli anni venti". A risaltare sarebbero le interpretazioni che il soggetto in quello che è tuttavia un film modesto.